# Rock Roots
Rock Roots är ett samlingsalbum med den brittiska gruppen Procol Harum, som utgavs 1976.

## Låtlista
1. A Whiter Shade of Pale
2. Lime St. Blues
3. Homburg
4. Seem to Have the Blues
5. Monsieur Armand
6. Conquistador
7. In the Wee Small Hours of Sixpence
8. Quite Rightly So
9. Shine on Brightly
10. Long Gone Geek
11. A Salty Dog
12. Wreck of the Hesperus
13. Your Own Choice
14. Whaling Stories